# アミン・アドリ
アミン・アドリ（アラビア語: أمين عدلي, Amine Adli, 2000年5月10日 - ）は、フランス・エロー県ベジエ出身のサッカー選手。ブンデスリーガ・バイエル・レバークーゼン所属。モロッコ代表。ポジションはFW。

## クラブ経歴
2015年にトゥールーズFCと契約。2018年にプロ契約を締結し、チームIIに昇格。2018-19シーズンにチームIIで18試合4ゴールを決めると、翌2019-20シーズン途中にトップチームに昇格。しかしながら同シーズンはリーグ・アン最下位で終了。2020-21シーズンはリーグ・ドゥでのプレーとなったが、34試合8ゴールを記録。しかし、リーグ・アン復帰とはならなかったことで移籍の噂が広まり、アーセナルFCやレスター・シティFCをはじめ、ボルシア・ドルトムントやACミランなどもアドリの獲得を検討していると報じられた。
2021年8月27日、バイエル・レバークーゼンと2026年までの契約を締結したことが発表された。

## 代表歴
U-18、U-21のフランス代表に招集された。
2023年8月、モロッコ代表に招集され、9月12日のブルキナファソ代表との親善試合でA代表初出場。

## 人物
- アドリの一家はモロッコにルーツを持っており、同国の国籍も所有している。

## タイトル
バイエル・レバークーゼン
- ブンデスリーガ: 2023-24